# Стоун, Джон (радиоинженер)
Джон Стоун Стоун (англ. John Stone Stone; 24 сентября 1869 года — 20 мая 1943 года) — радиоинженер, президент Института радионженеров (1915). В 1923 году награждён Медалью почёта IRE

## Биография
Джон Стоун Стоун родился в Доувере (штат Вирджиния) в 1869 году. Его родители — Чарльз Померой (Charles Pomeroy) и Жанни (Jeannie) Стоун. Его отец большую часть своей карьеры был военным. Он служил в армии США, был на службе хедива Египта и вице-короля турецкого султана. В Новом Орлеане он познакомился со своей будущей женой, матерью Джона. Джон родился в то время, когда его отец между военными назначениями работал инженером и управляющим горной компании в Вирджинии. Ранние годы жизни Джона Стоуна прошли в Египте и в средиземноморском регионе.
После возвращения в США Джон Стоун Стоун начал учиться в Колумбийском университете и университете Джонса Хопкинса. Свою карьеру он начал в 1890 году в качестве экспериментатора в лаборатории American Bell Telephone Company, находящейся в Бостоне. Через девять лет он уволился из этой компании и работал некоторое время лектором по электрическим колебаниям в Массачусетском технологическом институте. В 1902 году он стал директором, вице-президентом и главным инженером новой компании Stone Telegraph & Telephone Co., которая производила аппаратуру для беспроводного телеграфа и сдавала её в аренду. Он проработал в должности президента и главного инженера это компании с 1908 по 1910 годы. В следующие десять лет он вернулся к работе консультанта и свидетеля-эксперта в области патентного права, которой ранее уже занимался. В течение этого периода он написал о том, как защитить приоритет Николы Теслы в изобретении им радиочастотной аппаратуры. В 1920 году он стал работать в American Telephone and Telegraph Company в качестве заместителя инженера департамента особо важных исследований и разработок. В этой должности он проработал 15 лет.
Работая в American Bell Telephone Company, Стоун изобрёл систему питания телефонных аппаратов от общей батареи телефонной станции, а также участвовал в разработке систем передачи сигналов по проводам на несущей частоте и получил патент на биметаллический кабель с повышенной распределённой индуктивностью. Стоун был автором нескольких важных статей, включая статью «Практические аспекты распространения высокочастотных волн по проводам», за которую он в 1913 году был награждён Институтом имени Франклина Медалью Edward Longstreth.
В 1915 году он стал членом Института радиоинженеров. В 1923 году Институт радиоинженеров (ныне IEEE) наградил Джона Стоуна Стоуна Медалью почёта «За выдающуюся работу в области радиосвязи».
Джон Стоун Стоун умер 20 мая 1943 года в Сан-Диего (Калифорния).